# FS ALe 803
| FS ALe 803                               | FS ALe 803              | FS ALe 803              | FS ALe 803              |
| ---------------------------------------- | ----------------------- | ----------------------- | ----------------------- |
| Ein Zug in der ursprünglichen Lackierung |                         |                         |                         |
|                                          |                         |                         |                         |
| Typ:                                     | Triebwagen              | Mittelwagen             | Steuerwagen             |
| Nummerierung:                            | ALe 803.001–053         | Le 803.101–161          | Le 803.001–053          |
| Anzahl:                                  | 53                      | 61                      | 53                      |
| Baujahr(e):                              | 1961–1973               | 1961–1973               | 1961–1973               |
| Ausmusterung:                            | in den 2000ern begonnen | in den 2000ern begonnen | in den 2000ern begonnen |
| Achsformel:                              | Bo’Bo’                  | 2’2’                    | 2’2’                    |
| Spurweite:                               | 1435 mm (Normalspur)    | 1435 mm (Normalspur)    | 1435 mm (Normalspur)    |
| Länge über Puffer:                       | 25 330 mm               | 26 770 mm               | 25 330 mm               |
| Höhe:                                    | 3815 mm                 | 3815 mm                 | 3815 mm                 |
| Breite:                                  | 2900 mm                 | 2900 mm                 | 2900 mm                 |
| Dienstmasse:                             | 54 / 64 t               | 34 / 39 t               | 36 / 43 t               |
| Beschleunigung:                          | 0,41 m/s²               | 0,41 m/s²               | 0,41 m/s²               |
| Höchstgeschwindigkeit:                   | 130 km/h                | 130 km/h                | 130 km/h                |
| Stundenleistung:                         | 1048 kW                 | -                       | -                       |
| Dauerleistung:                           | 872 kW                  | -                       | -                       |
| Treibraddurchmesser:                     | 1040 mm                 | -                       | -                       |
| Laufraddurchmesser:                      | -                       | 920 mm                  | 920 mm                  |
| Stromsystem:                             | 3 kV Gleichspannung     | 3 kV Gleichspannung     | 3 kV Gleichspannung     |
| Stromübertragung:                        | Oberleitung             | Oberleitung             | Oberleitung             |
| Sitzplätze:                              | 80                      | 80                      | 80                      |
| Klassen:                                 | 2.                      | 2.                      | 2.                      |

Die Züge der Baureihe ALe 803 der italienischen Ferrovie dello Stato sind dreiteilige Elektrotriebzüge, die Ende der 1950er Jahre für den Nahverkehr konzipiert wurden.
Die Triebwagen sind als ALe 803 nummeriert, die Steuerwagen als Le 803.000 und die Mittelwagen als Le 803.100. Ein Zug besteht normalerweise aus drei Wagen:
1. Triebwagen mit Führerstand ALe 803.001–053
2. Mittelwagen ohne Führerstand Le 803.101–161
3. Steuerwagen mit Führerstand Le 803.001–053

8 von den insgesamt 53 Zügen waren vierteilig und wurden mit zwei Mittelwagen gebildet.
Jeder Wagen hat drei Türen, die zwei Sitzabteile, jedes mit 40 Plätzen der 2. Klasse, trennen. Ein schneller Fahrgastaufstieg wurde allerdings wegen der Fußbodenhöhe beschränkt (die Bahnsteighöhe lag damals – und liegt noch heute oft – nur bei 250 mm ab Schienenoberkante).

## Geschichte
Ende der 1950er Jahre wurden in Italien wegen des zunehmenden Nah- und Pendlerverkehrs neuere Fahrzeuge nötig. Die Ferrovie dello Stato entwickelten deshalb einen neuen Fahrzeugtyp, der auf der Grundlage der bestehenden Schnelltriebwagen der Baureihe ALe 601 entstand.
Die erste Bauserie wurde 1961/62 geliefert und bestand aus 20 dreiteiligen Zügen; sie wurden in Rom beheimatet und auf den Vorortlinien eingesetzt. 1962/63 kam eine zweite Bauserie von 15 weiteren Zügen, die mit Scharfenbergkupplungen ausgerüstet wurden und auf der sogenannten „Metropolitana“ von Neapel eingesetzt wurden. Später kamen einige Züge nach Genua. 1972/73 wurde die dritte Bauserie von insgesamt 18 Zügen (davon 8 vierteilige Garnituren) gebaut. Ab 1973 wurde die weitere Entwicklung der Baureihe ALe 801 gebaut.
Ab Mitte der 1980er Jahre wurden die neapolitanischen Triebwagen schrittweise durch die neuere ALe 724 ersetzt und nach Bologna, Triest und der Lombardei umbeheimatet. 2009 waren nur noch 15 Züge in Einsatz, davon 9 in Lecco und 6 in Reggio Calabria.

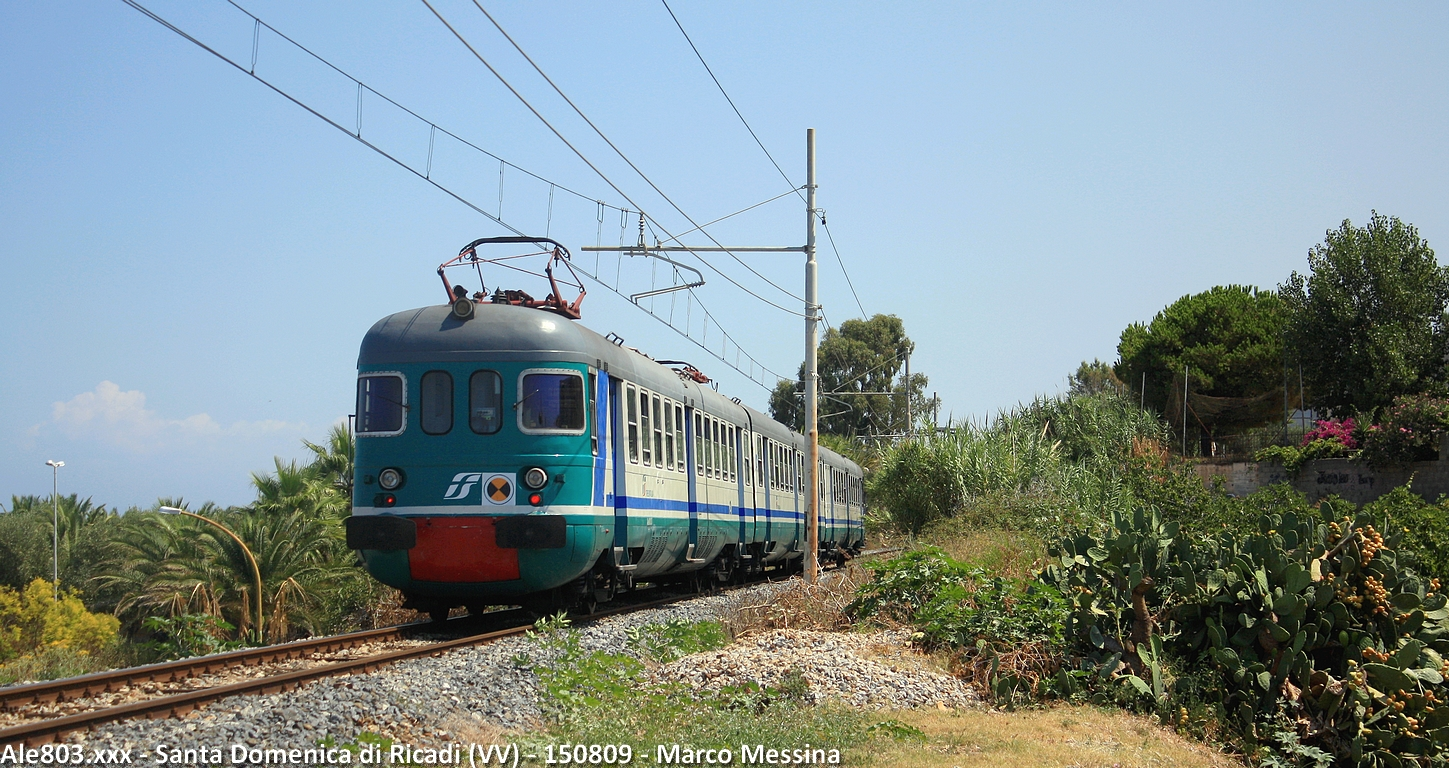
ALe 803 in XMPR-Lackierung

## Lackierung
Ursprünglich wurden die ALe 803 analog zu den TEE-Zügen in Sandgelb (Giallo sabbia) und Bordeauxrot (Rosso Bordeaux) lackiert. Ende der 1990er Jahre erhielten sie die für die FS übliche XMPR-Lackierung.

## Varianten

### Die EN.300 der SEPSA
| SEPSA EN.300           | SEPSA EN.300         | SEPSA EN.300         | SEPSA EN.300        |
| ---------------------- | -------------------- | -------------------- | ------------------- |
|                        |                      |                      |                     |
| Typ:                   | Triebwagen           | Steuerwagen          |                     |
| Nummerierung:          | EN.301–307           | RN.301–307           |                     |
| Anzahl:                | 7                    | 7                    |                     |
| Baujahr(e):            | 1977                 | 1977                 |                     |
| Achsformel:            | Bo’Bo’               | 2’2’                 |                     |
| Spurweite:             | 1435 mm (Normalspur) | 1435 mm (Normalspur) |                     |
| Länge über Puffer:     | 25 330 mm            | 25 330 mm            |                     |
| Dienstmasse:           | 76 t                 | 54 t                 |                     |
| Höchstgeschwindigkeit: | 90 km/h              | 90 km/h              | 90 km/h             |
| Dauerleistung:         | 800 kW               | -                    |                     |
| Stromsystem:           | 3 kV Gleichspannung  | 3 kV Gleichspannung  | 3 kV Gleichspannung |
| Stromübertragung:      | Oberleitung          | Oberleitung          | Oberleitung         |
| Sitzplätze:            | 74                   | 74                   |                     |
| Stehplätze:            | 104                  | 112                  |                     |
| Klassen:               | 2.                   | 2.                   |                     |

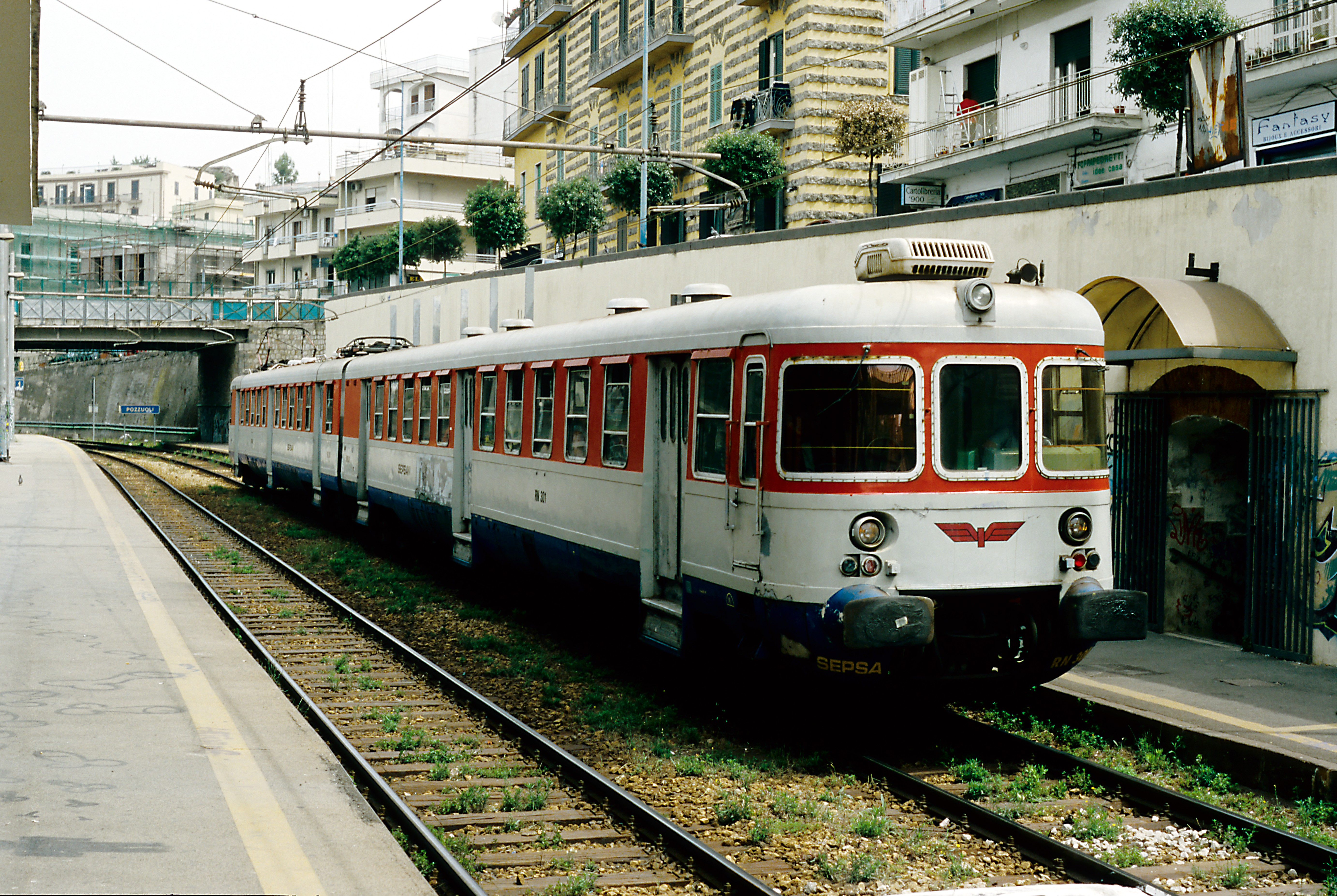
Der EN.301 im Bahnhof Pozzuoli

Aus der Baureihe ALe 803 wurden 1976 für die SEPSA die Elektrotriebwagen der Baureihe EN.300 entwickelt. So wurden 1977 sieben Doppeleinheiten (Triebwagen + Steuerwagen) geliefert, die für die neapolitanischen Vorortstrecken Circumflegrea und Cumana bestellt wurden. Diese Einheiten erhielten wieder Seitenpuffer und Schraubenkupplungen.